# Кубок Східного Тимору з футболу 2020
Кубок Східного Тимору з футболу 2020 — 8-й розіграш кубкового футбольного турніру у Східному Тиморі. Титул володаря кубка вдруге поспіль здобув Лаленок Юнайтед.

## Календар
| Раунд            | Дата                 | Матчі | Клуби   |
| ---------------- | -------------------- | ----- | ------- |
| Попередній раунд | 13-15 листопада 2020 | 3     | 19 → 16 |
| 1/8 фіналу       | 17-25 листопада 2020 | 8     | 16 → 8  |
| 1/4 фіналу       | 26-29 листопада 2020 | 4     | 8 → 4   |
| 1/2 фіналу       | 5-6 грудня 2020      | 2     | 4 → 2   |
| Фінал            | 12 грудня 2020       | 1     | 2 → 1   |

## Попередній раунд
| Команда 1         | Рахунок      | Команда 2 |
| ----------------- | ------------ | --------- |
| 13 листопада 2020 |              |           |
| Лаленок Юнайтед   | 5:0          | Нагарджу  |
| 14 листопада 2020 |              |           |
| Ассалам           | 2:4          | Боавішта  |
| 15 листопада 2020 |              |           |
| Порту Тайбессі    | 1:1 пен. 2:4 | Айтана    |

## 1/8 фіналу
| Команда 1         | Рахунок      | Команда 2       |
| ----------------- | ------------ | --------------- |
| 17 листопада 2020 |              |                 |
| Марка             | 0:0 пен. 3:5 | Ліка-Ліка       |
| 18 листопада 2020 |              |                 |
| ДІТ               | 3:0          | Каркету         |
| 19 листопада 2020 |              |                 |
| ФІЕЛ              | 0:12         | Лаленок Юнайтед |
| 20 листопада 2020 |              |                 |
| Каблакі           | 0:2          | Боавішта        |
| 21 листопада 2020 |              |                 |
| Понта Лешті       | 3:3 пен. 3:1 | Айтана          |
| 22 листопада 2020 |              |                 |
| Санта-Круз        | 0:2          | Еммануель       |
| 24 листопада 2020 |              |                 |
| Спортінг (Тимор)  | 6:0          | Академіка       |
| 25 листопада 2020 |              |                 |
| Зебра             | 0:5          | Бенфіка Лаулара |

## 1/4 фіналу
| Команда 1         | Рахунок      | Команда 2        |
| ----------------- | ------------ | ---------------- |
| 26 листопада 2020 |              |                  |
| Лаленок Юнайтед   | 7:0          | Ліка-Ліка        |
| 27 листопада 2020 |              |                  |
| Еммануель         | 0:3          | Боавішта         |
| 28 листопада 2020 |              |                  |
| Понта Лешті       | 1:1 пен. 3:5 | ДІТ              |
| 29 листопада 2020 |              |                  |
| Бенфіка Лаулара   | 4:0          | Спортінг (Тимор) |

## 1/2 фіналу
| Команда 1       | Рахунок      | Команда 2       |
| --------------- | ------------ | --------------- |
| 5 грудня 2020   |              |                 |
| Лаленок Юнайтед | 1:1 пен. 3:2 | Боавішта        |
| 6 грудня 2020   |              |                 |
| ДІТ             | 1:3          | Бенфіка Лаулара |

## Фінал
| 12 грудня 2020 |

| Лаленок Юнайтед | 1:1 пен. 4:1 | Бенфіка Лаулара |
| --------------- | ------------ | --------------- |
| Мішкута 6'      | Протокол     | Жуан Педру 52'  |

| Кампу Демокрашія, Ділі Глядачів: 5 000 |